# زقزاق طوقي
زقزاق طوقي (الاسم العلمي: Charadrius collaris) هو نوع من الطيور يتبع جنس الزقزاق من فصيلة الزقزاقية.